# Cantó de Saint-Berthevin
El cantó de Saint-Berthevin és un cantó francès del departament del Mayenne, situat al districte de Laval. Té 7 municipis i el cap és Saint-Berthevin.

## Municipis
- Ahuillé
- Astillé
- Courbeveille
- L'Huisserie
- Montigné-le-Brillant
- Nuillé-sur-Vicoin
- Saint-Berthevin

## Història
| Data d'elecció                           | Identitat         | Partit          | Qualitat |
| ---------------------------------------- | ----------------- | --------------- | -------- |
| 1985-1998                                | Clément Trocherie | RPR             |          |
| 1998-2011                                | Marcel Rousseau   | UDF, després AC |          |
| 2011-                                    | Yannick Borde     | Divers droite   |          |
| les dades anteriors no són pas conegudes |                   |                 |          |
|                                          |                   |                 |          |

| A partir de 1990: Població sense dobles comptes |